# Tit al Bizanțului
Tit al Bizanțului (în greacă Τίτος, transliterat: Titos; n. mileniul I d.Hr. – d. 272 d.Hr.) a fost episcopul Bizanțului pentru treizeci de ani, de la 242 la 272, slujind în timpul crizei celui de-al treilea secol, sub domnia a mai multor împărați, printre care Decius, Valerian, Gallienus, Claudius al II-lea Gothicus, și Aurelian. 
L-a urmat în funcție pe Eugeniu și a fost urmat de Dometie.